# Swansea City A.F.C.
Swansea City Association Football Club (velško: Clwb Pêl-droed Dinas Abertawe) ali preprosto Swansea je valižanski nogometni klub iz mesta Swansea. Klub je bil ustanovljen leta 1912, nogometni ligi pa se je pridružil leta 1921. Do leta 1969 je nosil ime Swansea Town, a se je kasneje preimenoval v Swansea City, ko je Swansea dobil status mesta. Do leta 2005 je klub  igral na stadionu Vetch Field, potem pa se je preselil na Liberty Stadium, katerega si deli z ragbi klubom Ospreys. Barva dresov Swansea Cityja je bela.
Z osvojitvijo tretjega mesta v drugi angleški ligi v sezoni 2010/11 si je Swansea skozi kvalifikacije v play-offu zagotovil mesto v Premier Ligi. S tem je postal prvi klub iz Walesa, kateri tekmuje v tem prvenstvu.

## Rivalstvo
Swansea City ima rivalstvo s Cardiff Cityjem. Dvoboje med tema dvema kluboma pojmujejo kot enega najbolj neprijateljskih v britanskem nogometu. Drugi rivali pa so še Bristol City, Bristol Rovers in Newport County.